# Шапрашты (Колкентский сельский округ)
Шапрашты (каз. Шапрашты) — село в Сайрамском районе Туркестанской области Казахстана. Входит в состав Колкентского сельского округа. Код КАТО — 515265800.

## Население
В 1999 году население села составляло 396 человек (200 мужчин и 196 женщин). По данным переписи 2009 года, в селе проживало 468 человек (233 мужчины и 235 женщин).